# Зулфиу, Ильяса
Ильяса Зулфиу (алб. Ilaz Zylfiu; род. 27 марта 1998, Миратовац) — косоварский футболист, полузащитник клуба «Дрита» Гнилане.

## Клубная карьера
Профессиональную карьеру начал в 2017 году в составе клуба «Радник» Сурдулица. 29 ноября 2017 года в матче против клуба «Црвена звезда» дебютировал в чемпионате Сербии.
В 2021 году перешёл в албанский клуб «Лачи». 20 января 2021 года в матче против клуба «Скендербеу» дебютировал в чемпионате Албании.
В 2024 году подписал контракт с казахстанским клубом «Женис».

## Достижения
«Лачи»
- Серебряный призёр чемпионата Албании: 2021/22
- Финалист кубка Албании: 2021/22

## Клубная статистика
| Игровая карьера | Игровая карьера    | Игровая карьера | Лига | Лига | Кубки | Кубки | Межд. | Межд. | СК | СК |
| --------------- | ------------------ | --------------- | ---- | ---- | ----- | ----- | ----- | ----- | -- | -- |
| 2017/18         | Радник (Сурдулица) | А               | 1    | 0    | —     | —     | —     | —     | —  | —  |
| 2018/19         | Радник (Сурдулица) | А               | —    | —    | —     | —     | —     | —     | —  | —  |
| 2020/21         | Лачи               | А               | 9    | 0    | —     | —     | —     | —     | —  | —  |
| 2021/22         | Лачи               | А               | 21   | 2    | 5     | 0     | 5     | 0     | —  | —  |
| 2022/23         | Дукаджини          | А               | 34   | 4    | 1     | 0     | —     | —     | —  | —  |
| 2023/24         | Дукаджини          | А               | 17   | 3    | —     | —     | 4     | 4     | —  | —  |
| 2024            | Женис              | А               | 12   | 1    | 2     | 0     | —     | —     | —  | —  |